# Международный аэропорт имени Константина Великого
Международный аэропорт «Константин Великий» Ниш (серб. Међународни аеродром Константин Велики Ниш / Međunarodni aerodrom Konstantin Veliki Niš) (ИАТА: INI, ИКАО: LYNI) — гражданский аэропорт Сербии. Расположен в селе Медошевац, в 4 километрах от центра Ниша.
В 2012 году обслужил 27426 пассажиров. Пропускная способность — 3 самолёта в час.
Является запасным аэродромом для Приштины, Белграда, Подгорицы, Тивата, Софии, Скопье и Охрида.

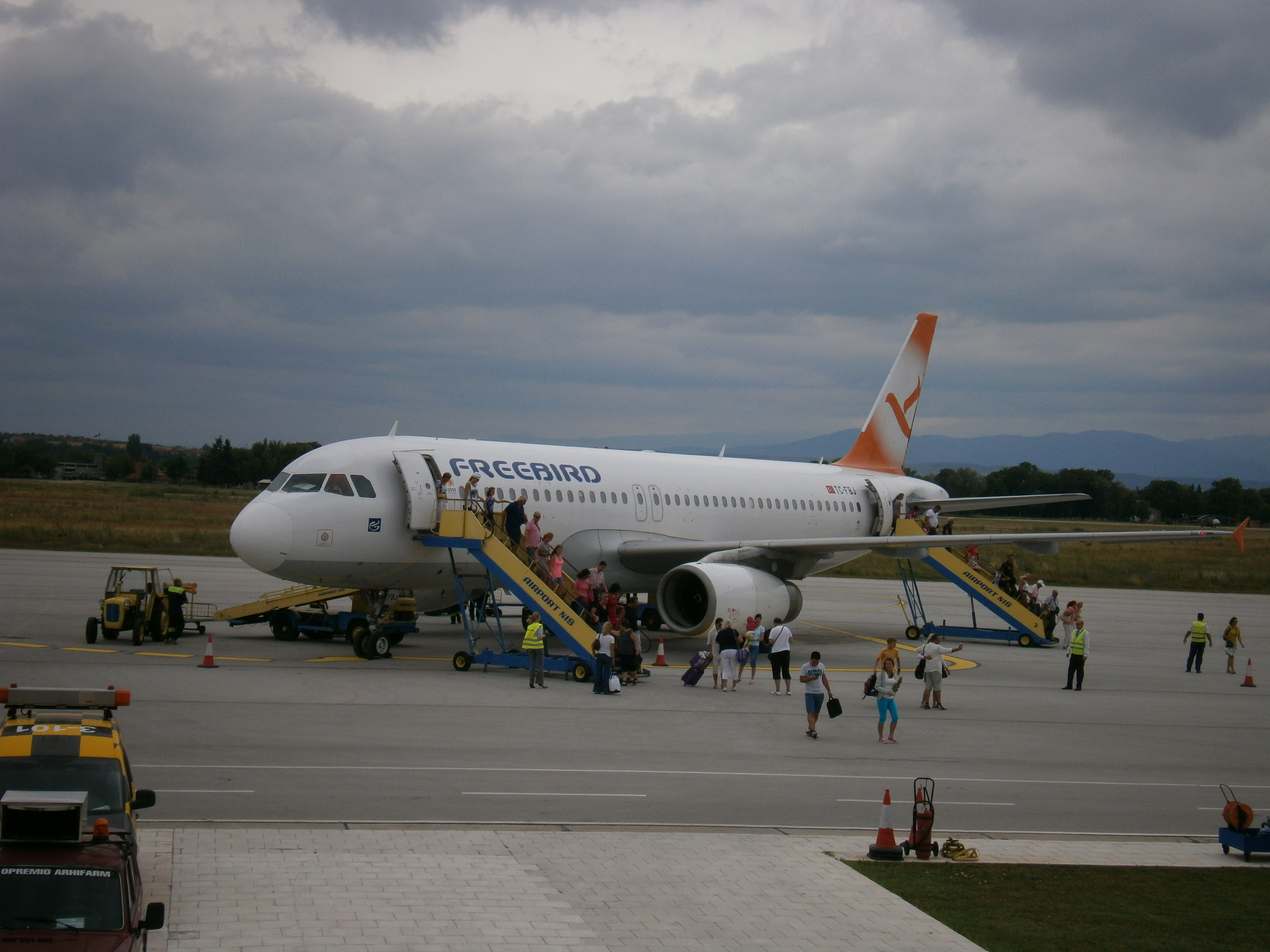
A320 компании Freebird Airlines в аэропорту Ниша

## История
Свой аэродром у Ниша появился в 1910 году, тогда он был расположен недалеко от села Трупале. В тридцатые годы Аеропут, авиаперевозчик Королевства Югославии, использовал аэродром для своих нужд. После Второй мировой войны на его месте была развернута военная база.
На месте нынешнего аэропорта в 1952 году была построена бетонная полоса протяженностью 1500 метров. В 1972 году она была удлинена до 2200 метров.
В 1986 году основана компания «Аеродром Ниш», которая по сей день является владельцем аэропорта. Официальное открытие состоялось 12 октября 1986 года. Первую посадку произвел Боинг 737.
Во время бомбардировки Югославии в 1999 попаданием 57 снарядов было уничтожено 11 % поверхности полосы. После этого несколько лет аэропорт не функционировал.
В 2003 году министерство иностранных дел Норвегии финансировало реконструкцию аэродрома, после чего он был открыт 12 октября 2003 года, получив название в честь Константина Великого.
Реконструкция обошлась в 4 млн евро, работы продолжались с марта 2003 по декабрь 2004 года. Было использовано 2130 м³ бетона и 58400 тонн асфальта.
После реконструкции аэропорт потенциально способен обслуживать от 90 до 120 тысяч пассажиров в год.

## Авиакомпании и направления
Список пассажирских компании которые используют аэропорт Константин Великий:
| Авиакомпания                  | Пункты назначения |
| ----------------------------- | --- |
| Wizz Air                      | Эйндховен, Базель/Мюлуз/Фрайбург, Дортмунд, Мальмё, Мемминген                                                            |
| Ryanair                       | Милан Бергамо-Орио ал Серио, Берлин-Шенефелд, Братислава Растислав Штефаник, Стокхолм-Скавста (c 31. октября 2017), Веце |
| РусЛайн                       | Сезонный чартер: Калуга                                                                                                  |
| Swiss International Air Lines | Цюрих |

## Услуги
Аэропорту с 2000 года принадлежат автобусы, осуществляющие трансфер пассажиров в Ниш.
В здании аэропорта расположены службы такси и аренды автомобилей.

## Центр чрезвычайных ситуаций
В рамках сотрудничества МЧС России и МЧС Сербии с августа 2012 года на аэродроме базируются российские Ил-76, Ми-26 и Ка-32.